# Suleiman Braimoh
Suleiman Okhaifoede Braimoh Jr. (Ciudad de Benín, 19 de octubre de 1989) es un jugador de baloncesto nigeriano de nacionalidad estadounidense que pertenece a la plantilla del Karşıyaka Basket  de la Basketbol Süper Ligi y es internacional con Nigeria. Con 2,03 metros de estatura, juega en la posición de ala-pívot.

## Trayectoria deportiva
Jugó durante tres temporadas con los Rice Owls y tras no ser elegido en el Draft de la NBA de 2011, Braimoh disputaría la NBA Development League con los Rio Grande Valley Vipers. Más tarde, formaría parte durante dos años de un periplo por equipos cataríes y después otros dos años en la liga japonesa, también formando parte de varios conjuntos.
La temporada 2014-15 formaría parte de la plantilla de los Huracanes de Tampico mexicanos. El ala-pívot de origen nigeriano se convertiría en un auténtico trotamundos del baloncesto mundial, ya que disputaría la liga de Nueva Zelanda con los Hawke's Bay Hawks.
En 2015, llegaría a Europa, en concreto, en las filas de Gießen 46ers de la BBL y la temporada siguiente jugaría en el Nanterre 92.
En mayo de 2017, se marcharía a Rusia para reforzar el Enisey Krasnoyarsk con el que se convertiría en hombre del año de la VTB League 2016-17. En verano de 2017, renovaría su contrato para disputar en 2017/18 la VTB League y la Basketball Champions League con el conjunto siberiano.
En la temporada 2018-19, se marcha a Israel para jugar en el Hapoel Eilat.
En verano de 2019, firma por el Hapoel Jerusalem B.C. en el que jugaría durante dos temporadas. En su segunda temporada, la 2020-21 promedia 14.7 puntos por partido y 6,7 rebotes en la BCL, números que se iría hasta los 17,1 puntos y 5.9 rebotes en la liga israelí.
El 21 de julio de 2021, firma por el San Pablo Burgos de la Liga Endesa.
El 27 de noviembre de 2021, firma por el Hapoel Jerusalem B.C. de la Ligat ha'Al.
En la temporada 2022-23, firma por el Tofaş Spor Kulübü de la Basketbol Süper Ligi.